# Козачки
Козачки (укр. Козачки) — село в Лановецкой городской общине Кременецкого района Тернопольской области Украины.
До 2020 года входило в Лановецкий район.
В некоторых документах село называют Казачки.
Код КОАТУУ — 6123883303. Население по переписи 2001 года составляло 285 человек.

## Географическое положение
Село Козачки находится на правом берегу реки Жердь,
выше по течению на расстоянии в 1,5 км расположено село Лысогорка,
ниже по течению на расстоянии в 0,5 км расположено село Гриньки.

## История
- 1825 год — дата основания.

## Достопримечательности
- Братская могила советских воинов.